# وزیر صنایع و معادن
وزیر صنایع و معادن وزیر وزارت‌خانهٔ صنایع و معادن و یکی از اعضای هیئت دولت جمهوری اسلامی ایران بود.
در سال ۱۳۱۰، وزارت اقتصاد ملی به «اداره‌کل صناعت»، «اداره‌کل تجارت» و «اداره‌کل فلاحت» تجزیه شد. در سال ۱۳۱۶، اداره‌کل صناعت و معادن به وزارت صناعت و معادن و اداره‌کل تجارت به وزارت تجارت تبدیل شد که در سال ۱۳۱۷ به‌دنبال پیشنهاد فرهنگستان ایران، نام «وزارت صناعت و معادن» به «وزارت پیشه و هنر» و همچنین نام «وزارت تجارت» به «وزارت بازرگانی» تغییر یافت. در سال ۱۳۲۰، وزارت پیشه و هنر با وزارت بازرگانی ادغام و «وزارت بازرگانی و پیشه و هنر» تشکیل شد که در سال ۱۳۲۶ به وزارت اقتصاد ملی تغییر نام داد. در سال ۱۳۳۴، این وزارت‌خانه دوباره به «وزارت صنایع و معادن» و «وزارت بازرگانی» تجزیه شد؛ ولی باز هم در سال ۱۳۴۱ ادغام شدند و وزارت اقتصاد تشکیل شد. در سال ۱۳۵۳، وزارت اقتصاد فروپاشید و بخش‌هایی از آن با وزارت دارایی ادغام شد و وزارت امور اقتصادی و دارایی تشکیل شد. همچنین «وزارت صنایع و معادن» و «وزارت بازرگانی» دوباره تشکیل شد. در سال ۱۳۶۰، وزارت صنایع و معادن به دو وزارت‌خانه «صنایع» و «معادن و فلزات» تفکیک شد و سال بعد، «وزارت صنایع سنگین» با انتزاع از وزارت صنایع تأسیس شد. در سال ۱۳۷۳، وزارت صنایع سنگین در وزارت صنایع و در سال ۱۳۷۹، وزارت صنایع با وزارت معادن و فلزات ادغام شد و وزارت صنایع و معادن تشکیل شد. در سال ۱۳۹۰، «وزارت صنایع و معادن» و «وزارت بازرگانی» ادغام و «وزارت صنعت، معدن و تجارت» تشکیل شد.

## فهرست

### پهلوی
| ر.                 | نام         | نام                         | نگاره   | آغاز تصدی        | پایان تصدی       | دولت        | م.     |
| ------------------ | ----------- | --------------------------- | ------- | ---------------- | ---------------- | ----------- | ------ |
| وزیر صناعت و معادن |             |                             |         |                  |                  |             |        |
| ۱                  |             | سید مهدی فرخ (۱۳۵۲–۱۲۶۵)    |         | مهر ۱۳۱۶         | اردیبهشت ۱۳۱۷    | جم ۲        | [ ۹ ]  |
| ۲                  |             | ابوالقاسم فروهر (۱۳۳۹–۱۲۵۷) |         | اردیبهشت ۱۳۱۷    | شهریور ۱۳۱۷      | جم ۲        | [ ۱۰ ] |
| ۳                  |             | علی منصور (۱۳۵۳–۱۲۶۴)       |         | شهریور ۱۳۱۷      | پاییز ۱۳۱۷       | جم ۲        | [ ۱۱ ] |
| وزیر پیشه و هنر    |             |                             |         |                  |                  |             |        |
| (۳)                |             | علی منصور (۱۳۵۳–۱۲۶۴)       |         | پاییز ۱۳۱۷       | شهریور ۱۳۲۰      | جم ۲        |        |
| (۳)                | متین‌دفتری   | علی منصور (۱۳۵۳–۱۲۶۴)       | [ ۱۲ ]  | پاییز ۱۳۱۷       | شهریور ۱۳۲۰      |             |        |
| (۳)                | ع. منصور ۱  | علی منصور (۱۳۵۳–۱۲۶۴)       | [ ۱۳ ]  | پاییز ۱۳۱۷       | شهریور ۱۳۲۰      |             |        |
|                    | —           | —                           | —       | —                | —                | فروغی ۴     | [ ۱۴ ] |
| ۴                  |             | علی‌اصغر حکمت (۱۳۵۹–۱۲۷۱)    |         | ۳۰ شهریور ۱۳۲۰   | ۸ آذر ۱۳۲۰       | فروغی ۵     | [ ۱۵ ] |
| وزیر اقتصاد ملی ‏   |             |                             |         |                  |                  |             |        |
| وزیر صنایع و معادن |             |                             |         |                  |                  |             |        |
| ۵                  |             | علیقلی اردلان (۱۳۶۵–۱۲۷۸)   |         | آبان ۱۳۳۴        | ۱۷ دی ۱۳۳۴       | علاء ۲      | [ ۱۶ ] |
| ۶                  |             | غلامحسین فروهر (۱۳۴۶–۱۲۸۲)  |         | ۱۷ دی ۱۳۳۴       | بهمن ۱۳۳۴        | علاء ۲      | [ ۱۷ ] |
| —                  |             |                             |         |                  |                  | علاء ۲      |        |
| ۷                  |             | رضا گنجه‌ای (۱۳۷۴–۱۲۸۶)      |         | ۲۷ فروردین ۱۳۳۵  | ۱۴ فروردین ۱۳۳۶  | علاء ۲      |        |
| ۷                  | علاء ۳      | رضا گنجه‌ای (۱۳۷۴–۱۲۸۶)      | [ ۱۸ ]  | ۲۷ فروردین ۱۳۳۵  | ۱۴ فروردین ۱۳۳۶  |             |        |
| ۸                  |             | جعفر شریف‌امامی (۱۳۷۷–۱۲۹۱)  |         | ۱۵ فروردین ۱۳۳۶  | ۷ شهریور ۱۳۳۹    | اقبال       | [ ۱۹ ] |
| ۹                  |             | طاهر ضیائی (۱۳۹۱–۱۲۹۶)      |         | ۹ شهریور ۱۳۳۹    | ۱۶ اردیبهشت ۱۳۴۰ | شریف‌امامی ۱ | [ ۲۰ ] |
| ۹                  | شریف‌امامی ۲ | طاهر ضیائی (۱۳۹۱–۱۲۹۶)      | [ ۲۱ ]  | ۹ شهریور ۱۳۳۹    | ۱۶ اردیبهشت ۱۳۴۰ |             |        |
| ۱۰                 |             | غلامعلی فریور (؟ –۱۲۸۴)     |         | ۱۹ اردیبهشت ۱۳۴۰ | ۴ دی ۱۳۴۰        | امینی       | [ ۲۲ ] |
| ۱۱                 |             | تقی سرلک (۱۳۵۵–۱۲۹۱)        |         | ۴ دی ۱۳۴۰        | ۲۶ تیر ۱۳۴۱      | امینی       | [ ۲۳ ] |
| (۹)                |             | طاهر ضیائی (۱۳۹۱–۱۲۹۶)      |         | ۳۰ تیر ۱۳۴۱      | ۲۹ بهمن ۱۳۴۱     | علم ۱       | [ ۲۴ ] |
| وزیر اقتصاد ‏       |             |                             |         |                  |                  |             |        |
| وزیر صنایع و معادن |             |                             |         |                  |                  |             |        |
| ۱۲                 |             | فرخ نجم‌آبادی (۱۳۹۴–۱۳۰۹)    |         | ۷ اردیبهشت ۱۳۵۳  | ۱۵ مرداد ۱۳۵۶    | هویدا ۳     | [ ۲۵ ] |
| ۱۲                 |             | فرخ نجم‌آبادی (۱۳۹۴–۱۳۰۹)    | هویدا ۴ | ۷ اردیبهشت ۱۳۵۳  | ۱۵ مرداد ۱۳۵۶    | [ ۲۶ ]      |        |
| ۱۳                 |             | محمدرضا امین (۱۳۸۲–۱۳۰۶)    |         | ۱۶ مرداد ۱۳۵۶    | ۱۶ دی ۱۳۵۷       | آموزگار     | [ ۲۷ ] |
| ۱۳                 | شریف‌امامی ۳ | محمدرضا امین (۱۳۸۲–۱۳۰۶)    | [ ۲۸ ]  | ۱۶ مرداد ۱۳۵۶    | ۱۶ دی ۱۳۵۷       |             |        |
| ۱۳                 |             | محمدرضا امین (۱۳۸۲–۱۳۰۶)    | ازهاری  | ۱۶ مرداد ۱۳۵۶    | ۱۶ دی ۱۳۵۷       | [ ۲۹ ]      |        |
| ۱۴                 |             | عباسقلی بختیار (زادهٔ ۱۳۰۵)  |         | ۱۶ دی ۱۳۵۷       | ۲۲ بهمن ۱۳۵۷     | بختیار      | [ ۳۰ ] |

### جمهوری اسلامی
| ر.                 | نام               | نام                               | نگاره            | آغاز تصدی                    | پایان تصدی       | دولت          | رئیس دولت     | م.     |
| ------------------ | ----------------- | --------------------------------- | ---------------- | ---------------------------- | ---------------- | ------------- | ------------- | ------ |
| وزیر صنایع و معادن |                   |                                   |                  |                              |                  |               |               |        |
| –                  |                   | علی‌اکبر معین‌فر (۱۳۹۶–۱۳۰۶) سرپرست |                  | ۸ اسفند ۱۳۵۷                 | اسفند ۱۳۵۷       | موقت          | بازرگان       | [ ۳۱ ] |
| ۱۵                 |                   | محمود احمدزاده (۱۴۰۱–۱۳۱۴)        |                  | اسفند ۱۳۵۷                   | ۱۹ شهریور ۱۳۵۹   | موقت          | بازرگان       | ‏       |
| ۱۵                 | موقت شورای انقلاب | محمود احمدزاده (۱۴۰۱–۱۳۱۴)        | بهشتی            | اسفند ۱۳۵۷                   | ۱۹ شهریور ۱۳۵۹   | [ ۳۲ ]        |               |        |
| ۱۵                 | موقت شورای انقلاب | محمود احمدزاده (۱۴۰۱–۱۳۱۴)        | بنی‌صدر           | اسفند ۱۳۵۷                   | ۱۹ شهریور ۱۳۵۹   | [ ۳۲ ]        |               |        |
| ۱۶                 |                   | محمدرضا نعمت‌زاده (زادهٔ ۱۳۲۴)      |                  | ۱۹ شهریور ۱۳۵۹               | ۲۶ مرداد ۱۳۶۰    | نخست          | رجایی         |        |
| وزیر صنایع         |                   |                                   |                  |                              |                  |               |               |        |
| ۱۷                 |                   | سید مصطفی هاشمی‌طبا (زادهٔ ۱۳۲۵)    |                  | ۲۶ مرداد ۱۳۶۰                | ۲۳ مرداد ۱۳۶۳    | دوم           | باهنر         |        |
| ۱۷                 | موقت              | سید مصطفی هاشمی‌طبا (زادهٔ ۱۳۲۵)    | مهدوی کنی        | ۲۶ مرداد ۱۳۶۰                | ۲۳ مرداد ۱۳۶۳    |               |               |        |
| ۱۷                 | سوم               | سید مصطفی هاشمی‌طبا (زادهٔ ۱۳۲۵)    | موسوی            | ۲۶ مرداد ۱۳۶۰                | ۲۳ مرداد ۱۳۶۳    | [ ۳۴ ] [ ۳۵ ] |               |        |
| –                  | سوم               |                                   | موسوی            | محمدعلی ذاکر (زادهٔ ؟) سرپرست |                  | ۲۵ مرداد ۱۳۶۳ | ۲۹ مرداد ۱۳۶۳ | [ ۳۶ ] |
| ۱۸                 | سوم               |                                   | موسوی            | غلامرضا شافعی (زادهٔ ۱۳۳۰)    |                  | ۲۹ مرداد ۱۳۶۳ | ۷ شهریور ۱۳۶۸ | [ ۳۷ ] |
| ۱۸                 |                   | چهارم                             | موسوی            | غلامرضا شافعی (زادهٔ ۱۳۳۰)    | [ ۳۸ ]           | ۲۹ مرداد ۱۳۶۳ | ۷ شهریور ۱۳۶۸ |        |
| (۱۶)               |                   | محمدرضا نعمت‌زاده (زادهٔ ۱۳۲۴)      |                  | ۷ شهریور ۱۳۶۸                | ۲۹ مرداد ۱۳۷۶    | پنجم          | هاشمی         | [ ۳۹ ] |
| (۱۶)               | ششم               | محمدرضا نعمت‌زاده (زادهٔ ۱۳۲۴)      | [ ۴۰ ] [ ۴۱ ]    | ۷ شهریور ۱۳۶۸                | ۲۹ مرداد ۱۳۷۶    |               | هاشمی         |        |
| (۱۸)               |                   | غلامرضا شافعی (زادهٔ ۱۳۳۰)         |                  | ۲۹ مرداد ۱۳۷۶                | ۲۵ دی ۱۳۷۹       | هفتم          | خاتمی         | [ ۴۲ ] |
| وزیر صنایع و معادن |                   |                                   |                  |                              |                  |               |               |        |
| ۱۹                 |                   | اسحاق جهانگیری (زادهٔ ۱۳۳۶)        |                  | ۱۴ دی ۱۳۷۹                   | ۲۵ دی ۱۳۷۹       | هفتم          | خاتمی         | [ ۴۴ ] |
| ۱۹                 | ۲۵ دی ۱۳۷۹        | اسحاق جهانگیری (زادهٔ ۱۳۳۶)        | ۲ شهریور ۱۳۸۴    | [ ۴۵ ]                       |                  | هفتم          | خاتمی         |        |
| ۱۹                 | ۲۵ دی ۱۳۷۹        | اسحاق جهانگیری (زادهٔ ۱۳۳۶)        | ۲ شهریور ۱۳۸۴    | هشتم                         | [ ۴۶ ]           |               | خاتمی         |        |
| ۲۰                 |                   | علیرضا طهماسبی (زادهٔ ۱۳۴۰)        |                  | ۲ شهریور ۱۳۸۴                | ۲۱ مرداد ۱۳۸۶    | نهم           | احمدی‌نژاد     | [ ۴۷ ] |
| –                  |                   | علی‌اکبر محرابیان (زادهٔ ۱۳۴۸)      |                  | ۲۱ مرداد ۱۳۸۶                | ۲۳ آبان ۱۳۸۶     | نهم           | احمدی‌نژاد     | [ ۴۸ ] |
| ۲۱                 | ۲۳ آبان ۱۳۸۶      | علی‌اکبر محرابیان (زادهٔ ۱۳۴۸)      | ۲۵ اردیبهشت ۱۳۹۰ | [ ۴۹ ]                       |                  | نهم           | احمدی‌نژاد     |        |
| ۲۱                 | ۲۳ آبان ۱۳۸۶      | علی‌اکبر محرابیان (زادهٔ ۱۳۴۸)      | ۲۵ اردیبهشت ۱۳۹۰ | دهم                          | [ ۵۰ ]           |               | احمدی‌نژاد     |        |
| –                  |                   | مهدی غضنفری (زادهٔ ۱۳۳۹) سرپرست    |                  | دهم                          | ۲۵ اردیبهشت ۱۳۹۰ | ۱۲ مرداد ۱۳۹۰ | احمدی‌نژاد     | [ ۵۱ ] |